# Thanasimus femoralis
Thanasimus femoralis är en skalbaggsart som först beskrevs av Zetterstedt 1828.  Thanasimus femoralis ingår i släktet Thanasimus, och familjen brokbaggar. Arten är reproducerande i Sverige.